# Бек (Нидерланды)
Бек (нидерл. Beek, лимб. Baek) — город в провинции Лимбург (Нидерланды), административный центр общины Бек.

## История
Деревня Бек была основана между 1145 и 1152 годами. В 1808 году Наполеон даровал Беку право проводить ярмарки.
В окрестностях города расположен особняк Облачная земля, построенный немецким художником голландского происхождения Карлом Эмануэлем Леберехтом Гаршагеном. В настоящее время он используется как загородный дом Амстердамским лицеем.